# Paraplectanoides
Paraplectanoides is een geslacht van spinnen uit de  familie van de wielwebspinnen (Araneidae).

## Soorten
- Paraplectanoides ceruleus Eugène Simon, 1908
- Paraplectanoides crassipes Keyserling, 1886
- Paraplectanoides kochi (O. P.-Cambridge, 1877)